# Wszystkie pieniądze świata (miniserial)
Wszystkie pieniądze świata – czteroodcinkowy serial wojenny wyprodukowany w 1999 roku dla Telewizji Polskiej. Wyreżyserowany przez Andrzeja Kotkowskiego na podstawie powieści Anatola Potemkowskiego pod tym samym tytułem. Opowiada o perypetiach dwóch chłopców, którzy w czasie II wojny światowej stoją na progu dorosłości.

## Obsada
- Radosław Elis jako Władek
- Maciej Stuhr jako Burek
- Joanna Benda jako Hania Szubert
- Agnieszka Pilaszewska jako Rysia
- Ewa Wiśniewska jako Wika Majchrzakowa, ciotka Burka
- Krystyna Tkacz jako Regina Kawecka, gospodyni chłopców
- Elżbieta Kijowska jako ciotka Wanda
- Krzysztof Kowalewski jako Hrehorowicz
- Zdzisław Wardejn jako Zygmunt Chrzanowski
- Leszek Teleszyński jako prezes Zenon Parcewicz
- Grzegorz Warchoł jako Wędzonek
- Jerzy Turek jako dozorca Florian
- Anna Ciepielewska jako kobieta w mieszkaniu Kukusia
- Dariusz Błażejewski jako monter
- Cezary Morawski jako doktor Krawczyk
- Marcin Dorociński jako Kukuś
- Krzysztof Kuliński jako mężczyzna
- Marek Barbasiewicz jako Gruszczyński
- Eryk Lubos jako Bolek
- Kacper Kuszewski jako Zygmuś Fagot
- Cezary Żak jako dyrektor Svoboda
- Monika Krzywkowska jako Zula
- Joanna Kurowska jako Weronka (rola dubbingowa przez Małgorzatę Pieńkowską)
- Tadeusz Wojtych jako kapitan statku
- Tomasz Sapryk jako Kaliszewski
- Sławomir Holland jako inżynier Pilecki
- Jacek Braciak jako Franek
- Krzysztof Krupiński jako krawiec Panek
- Izabela Dąbrowska jako Aldona Kraszewska
- Ryszard Ronczewski jako urzędnik
- Lech Łotocki jako nauczyciel chłopców
- Michał Jarmicki jako kelner
- Stefan Burczyk jako ksiądz
- Kazimiera Utrata jako Sobieska
- Katarzyna Kwiatkowska jako kelnerka
- Marcin Perchuć jako gość na koncercie
- Andrzej Szopa jako żandarm
- Arkadiusz Janiczek jako Lucek
- Cezary Kosiński jako Zenon
- Jarosław Nowikowski jako rowerzysta
- Andrzej Grąziewicz jako dyrektor szkoły
- Andrzej Gawroński jako dozorca Grzesiuk
- Lech Dyblik jako werkschutz
- Barbara Zielińska jako kobieta
- Jerzy Rogalski jako Zdzisiek
- Grzegorz Małecki jako Bodzio-Waluś
- Jerzy Zygmunt Nowak jako kasjer
- Paweł Tucholski jako szwagier
- Sylwester Maciejewski jako pan Florek
- Zdzisław Rychter jako magazynier
- Michał Breitenwald jako żandarm
- Zbigniew Korepta jako Karasek
- Zbigniew Bielski jako urzędnik
- Zbigniew Moskal jako kasjer
- Wojciech Szczęsny jako garbus
- Grzegorz Skurski jako garbus
- Józef Kaczyński jako Idziak
- Igor Michajłow jako wartownik
- Jarosław Junko jako Podsusidek
- Maciej Ferlak jako Niemiec Hans
- Waldemar Prokopowicz jako Kamiński
- Jacek Mieczkowski jako Funfstuck
- Joanna Dziuba jako żona Hrehorowicza
- Włodzimierz Borysiak jako Pawło
- Jacek Długosz jako wędkarz
- Jan Greber jako mecenas
- Andrzej Szenajch jako Schrader
- Adam Zawodnik jako klezmer
- Alicja Bach jako gospodyni księdza
- Eugeniusz Priwieziencew jako Mykoła
- Małgorzata Prażmowska jako znajoma pani Muszki
- Kazimierz Borowiec jako Fijałkowski
- Krystyna Rutkowska-Ulewicz jako pracownica Idziaka
- Marek Marcinkowski jako pracownik Idziaka
- Lechosław Herz jako pracownik Idziaka
- Bogusław Parchimowicz jako pracownik Idziaka
- Janusz Hamerszmit jako Konarzewski
- Edward Bukowian jako urzędnik
- Magdalena Mirek jako pani Muszka
- Lech Dzierżanowski jako pianista